# زي أوقستو (لاعب كرة قدم)
زي أوقستو هو لاعب كرة قدم موزمبيقي في مركز الدفاع، ولد في 26 أبريل 1970 في موزمبيق. شارك مع منتخب موزمبيق لكرة القدم. أما مع النوادي، فقد لعب مع دي سي كوستا دو سول.

## وصلات خارجية
- زي أوقستو (لاعب كرة قدم) على موقع قاعدة بيانات كرة القدم.إي يو (الإنجليزية)
- زي أوقستو (لاعب كرة قدم) على موقع ناشيونال فوتبول تيمز (الإنجليزية)